# 1957年太平洋颱風季
| 太平洋颱風季             |
| 主題頁 - 專題 - 編輯指南 |

1957年太平洋颱風季泛指在1957年全年內的任何時間，於赤道以北及國際換日線以西的太平洋水域，以及南中國海所產生的熱帶氣旋。雖然有關方面並沒有設下本颱風季的指定期限，但大部份於西北太平洋的熱帶氣旋通常都會於五月至十二月期間形成。
本條目的範圍僅侷限於赤道以北及國際換日線以西的太平洋及南海的水域。於赤道以北及國際換日線以東的太平洋水域產生的風暴則被稱為颶風，並被列入1957年太平洋颶風季。在西太平洋產生的熱帶風暴是由聯合颱風警報中心命名，國際編號為57xx。而凡進入或產生於菲律賓風暴責任範圍以內的熱帶低氣壓，菲律賓大氣地理天文部門 (PAGASA) 都會為它們訂立一個菲律賓名稱，作當地警報用途；因此同一個風暴有時候會有兩個不同的名稱。
以下各熱帶氣旋資訊以熱帶氣旋存在期間的最強形態為準。

## 熱帶氣旋
在1957年，有22個熱帶低氣壓形成，其中22個成為了熱帶風暴。18個成為了颱風。8個更成為了超級颱風。

### 颱風范迪Wendy
范迪是1957年令香港天文台首個發出八號烈風或暴風信號的熱帶氣旋。
一個熱帶低氣壓於7月11日在馬尼拉之東南偏東約1730公里的太平洋上形成，名為范迪。
同日下午，范迪增強為熱帶風暴，並時速22公里向西北偏西移動，在7月12日日間增強為強烈熱帶風暴，中心風速為每小時100公里。
在7月13日上午，范迪集結在馬尼拉以東約940公里，增強為颱風，中心風速為每小時120公里，開始轉西北移動，迫近呂宋，其中心風速為每小時145公里。
范迪在7月14日達到顛峰，其中心風速為每小時155公里，以時速25公里登陸菲律賓呂宋，向西北或西北偏西移動，橫過呂宋，進入香港800公里範圍。
天文台表示，由於熱帶氣旋范迪會在16日中午至下午在香港100公里之內的廣東珠三角(江門市至惠州市)沿岸地區登陸。相當接近本港，因此，一號戒備信號在7月15日上午6時正發出，范迪集結在香港東南約770公里，以時速25公里向西北移動，減弱為每小時140公里。
受到范迪的下沉氣流影響，天氣酷熱，天文台在7月15日下午2時錄得氣溫33.1度，不過，隨著清勁至強風程度的北至西北風開始影響本港，三號強風信號在下午4時10分發出，當時集結在香港東南約520公里。黃昏開始，范迪以時速29公里向西北或西北偏北移動，天文台表示，會在7月16日凌晨1時至清晨6時考慮改發八號烈風或暴風信號。
隨後在16日午夜本港離岸及高地開始吹烈風，  市區開始吹強風，八號西北烈風或暴風信號在凌晨1時10分發出，當時范迪集結在香港東南偏東約230公里，並以時速29公里向西北移動，直趨茂名市至惠州市的珠三角中東部沿海地區。
本港風勢開始增強，沙田，西貢，打鼓嶺在清晨6時正開始錄得清勁至強風程度的西北風。啟德，青衣在清晨5時30分開始錄得強風至烈風程度的西北風。流浮山，長州，赤鱲角在清晨5時正開始錄得烈風程度的西北風。
當時范迪集結在香港之東約90公里，繼續以時速29公里向西北移動，趨向珠三角東部深圳市至惠州市沿岸地區。
廣東氣象台表示:"5708號台風 “WENDY ”在16日上午6時30分在惠州市惠陽區惠州港登陸，登陸時中心風力達11-12級。"
天文台表示:“范迪正在惠州登陸，本港會有一段時間受烈風程度的西至西北風影響，市民請提高警揚。”
范迪
最接近當地時間:1957年7月16日上午7時
最接近當地位置:香港天文台總部之東北約60公里 (正面吹襲)
天文台在上午8時10分改發八號西南烈風或暴風信號，當時范迪集結在香港之東北偏北約60公里。沙田，西貢開始轉吹強風至烈風程度的西至西南風。
由上午9時開始，全港轉吹當風的西南風，范迪集結在香港以北約70公里，以時速26公里向西北移動，橫過東芫市，廣州市。
天文台在上午11時40分改發三號強風信號，范迪集結在香港之西北偏北約120公里，並減弱為熱帶風暴，全港多處地區風勢降至強風程度的南至西南風。
隨著范迪在16日下午減弱為熱帶低氣壓，天文台在下午4時50分取消所有熱帶氣旋信號，范迪黃昏5時在香港之西北約250公里的清遠市消散。
| 皇家香港天文台 熱帶氣旋警告信號 | 皇家香港天文台 熱帶氣旋警告信號 | 皇家香港天文台 熱帶氣旋警告信號 |
| ------------------------------- | ------------------------------- | ------------------------------- |
| 上一熱帶氣旋                    | 一號風球                        | 下一熱帶氣旋                    |
| 颱風珍妮                        | 一號風球                        | 颱風嘉曼                        |
| 颱風珍妮                        | 三號風球                        | 熱帶風暴08W                     |
| 颱風麗妲                        | 五號風球                        | 強烈熱帶風暴奥嘉                |
| 颱風麗妲                        | 六號風球                        | 颱風瑪麗                        |

### 熱帶風暴 17W
這個熱帶風暴先後影響菲律賓及華南地區，也是少數令皇家香港天文台掛起烈風信號的未命名風暴之一。天文台在10月14日12時40分懸掛一號戒備信號，並在同日16時30分改掛三號強風信號。隨著這個熱帶風暴接近香港，天文台在10月15日2時10分，改掛七號（今八號東北）烈風信號。因應風暴登陸，天文台在同日14時改掛三號信號，10月16日5時35分除下所有信號，所有時間均為夏令時間。

## 熱帶氣旋名單
| - Agnes 07W - Bess 09W - Carmen 10W - Della - Elaine 11W - Faye 13W - Gloria 13W - Hester 14W - Irma 15W - Judy 17W - Kit 18W - Lola 19W - Mamie 20W - Nina - Ophelia - Phyllis - Rita - Susan - Tess - Viola - Winnie | - Alice - Betty - Cora - Doris - Elsie - Flossie - Grace - Helen - Ida - June - Kathy - Lorna - Marie - Nancy - Olga - Pamela - Ruby - Sally - Tilda - Violet - Wilda | - Anita - Billie - Clara - Dot - Ellen - Fran - Georgia - Hope - Iris - Joan - Kate - Louise - Marge - Nora - Opal - Patsy - Ruth - Sarah - Thelma - Vera - Wanda | - Amy - Babs - Charlotte - Dinah - Emma - Freda - Gilda - Harriet - Ivy - Jean - Karen - Lucille - Mary - Nadine - Olive - Polly - Rose 02W - Shirley 03W - Trix 04W - Virginia 05W - Wendy 06W |